# 26 janvier 1919
Le dimanche 26 janvier 1919 est le 26e jour de l'année 1919.

## Naissances
- Bill Nicholson (mort le 23 octobre 2004), footballeur anglais
- Gracia de Triana (morte le 13 janvier 1989), chanteuse de flamenco espagnole
- Lionel W. McKenzie (mort le 12 octobre 2010), économiste américain
- Tom Aherne (mort le 30 décembre 1999), footballeur international irlandais
- Valentino Mazzola (mort le 4 mai 1949), footballeur italien

## Décès
- Byam Shaw (né le 13 novembre 1872), peintre, illustrateur et enseignant britannique

## Événements
- Élections législatives en Pologne
- Création de la Symphonie en la mineur de Louis Vierne
- Double traversée de la Méditerranée par les Français Henri Roget et François Coli sur un avion Breguet XIV modifié[1].